# Paul Valéry
Ambroise-Paul-Toussaint-Jules Valéry (Sète, 30 de outubro de 1871 — Paris, 20 de julho de 1945) foi um filósofo, escritor e poeta francês da escola simbolista cujos escritos incluem interesses em matemática, filosofia e música.

## Vida
Valéry nasceu em Sète, filho de um pai corso e uma mãe genovesa-Ístria, em uma cidade na costa mediterrânea do Hérault, mas ele foi criado em Montpellier, maior centro urbano da região. Após a educação católica romana tradicional, ele estudou direito na universidade, então residia em Paris a maior parte do resto de sua vida, onde estava, por um tempo, parte do círculo de Stéphane Mallarmé.
Realizou os estudos secundários em Montpellier e iniciou sua carreira em Direito em 1889. Na mesma época publicou seus primeiros versos, fortemente influenciados pela estética da literatura simbolista dominante na época. Em 1894 se instalou em Paris, onde trabalhou como redator no Ministério de Guerra. Depois da Primeira Guerra Mundial se dedicou inteiramente à literatura e foi aceito pela Academia Francesa em 1925.
Sua obra poética foi influenciada pelo simbolista Stéphane Mallarmé, que consequentemente influenciou outro francês, Jean-Paul Sartre.
A 25 de julho de 1940, foi agraciado com o grau de Grande-Oficial da Ordem Militar de Sant'Iago da Espada, de Portugal.

## Publicações selecionadas
- Introduction à la méthode de Léonard de Vinci (1895);
- La soirée avec monsieur Teste (1896);
- Essai d'une conquête méthodique (1897);
- La jeune parque (1917);
- Album de vers anciens (1920);
- Charmes (1922);
- Eupalinos ou l'architecte (1923);
- L'âme et la danse (1923);
- Dialogue de l'arbre (1923);
- Regards sur le monde actuel (1931);
- Amphion (1931);
- L'idée fixe ou deux hommes à la mer (1932);
- Discours en l'honneur de Goethe (1932);
- Sémiramis (1934);
- Pièces sur l'art (1936);
- Degas, danse, dessin (1938);
- Discours aux chirurgiens (1938);
- Variété I et II.;
- Variété III (1936), IV (1938) et V (1944);
- Mauvaises pensées et autres (1942);
- Tel quel (1941 (Cahier B 1910; Moralités; Littérature et Choses tues);
- Mon Faust (1946);
- L'ange (1947);
- Histoires brisées (1950);
- Vues (1948, póstumo);
- Œuvres I (1957, póstumo).